# Medowo (obwód Stara Zagora)
Medowo (bułg. Медово) – wieś w południowej Bułgarii, w obwodzie Stara Zagora, w gminie Bratja Daskałowi. Według danych Narodowego Instytutu Statystycznego, 31 grudnia 2011 roku wieś liczyła 199 mieszkańców.

## Osoby urodzone w Medowie
- Wylo Stefow – podpułkownik
- Kirił Wasylew Krystew – duchowny
- Srebryo Stojnowski – rewolucjonista